# Netelia woris
Netelia woris är en stekelart som först beskrevs av Cheesman 1936.  Netelia woris ingår i släktet Netelia och familjen brokparasitsteklar. Inga underarter finns listade i Catalogue of Life.